# Minecraft Earth
Minecraft Earth (укр. Minecraft Земля) — мобільна відеогра у жанрі пісочниця з використанням технології доповненої реальності, розроблена Mojang Studios і випущена Xbox Game Studios. Є спін-офом оригінального Minecraft і встановлена у тому ж кубічному сетингу. Гра була анонсована 6 травня 2019 року, на десятирічний ювілей франшизи. Доступна на платформах Android, iOS та iPadOS. Вихід безкоштовного раннього доступу відбувся 17 жовтня 2019 року.
5 січня 2021 року було повідомлено, що Mojang припинить підтримку відеогри з 30 червня.

## Ігровий процес
Як і в оригінальному Minecraft, ігровий процес Minecraft Earth зосереджений навколо спорудження будівель, збору ресурсів, крафтингу та дослідження кубічного світу. Гравці можуть створювати власні споруди на спеціальних «будівельних плитах», будувати разом за допомогою мультиплеєру й обмінюватися будівлями. Спочатку для цього потрібно зібрати певну кількість ресурсів, а далі відкривати нові плити й розбудовувати їх. Розмір першої плити складає 8x8 блоків, а найбільша займає площу 32x32. Будувати можна у звичайному режимі, «поклавши» плиту на стіл, або збільшити її до масштабів реальної людини (1 блок = 1 метр).
Збирати в грі можна й мобів, проте крім звичних курей, корів, овечок, свиней, скелетів, зомбі та ендерменів, тут присутні їхні унікальні різновиди, як-от рогата вівця, грибна курка, плямиста свиня, волохата корова, вовк-скелет тощо. Відповідно до шансу появи ресурси поділяються на: звичайні, незвичайні, рідкісні й епічні. Нові предмети можна також скрафтити на верстаку або виплавити в печі, проте цей процес займає певний час. Гравець може вирушити у пригоду — спеціальну карту з певним завданням, зазвичай зібрати стільки-то ресурсів або знищити кількох монстрів. Інвентар тут має назву «журнал», але крім виконання функції хранилища ресурсів, він містить випробування, наприклад «зібрати 5 видів курей».
Гра має дві ігрові валюти — рубіни та майнкоїни (англ. minecoins). Перші накопичуються впродовж ігрового процесу, проте їх можна і придбати за реальні гроші. За їх допомогою відкриваються певні ігрові елементи, у першу чергу будівельні плити. Майнкоїни перекочували сюди з Bedrock-версії Minecraft, де також отримуються тільки за реальні гроші і використовуються для придбання косметичних речей, як-от текстурпаки чи скіни персонажів.

## Розробка
Minecraft Earth використовує інформацію бази даних OpenStreetMap для картографічного зображення місцевості та створена на платформі Microsoft Azure для технології доповненої реальності. Гра є безплатною та підтримує пристрої Android та iOS, що мають шість ступенів відслідковування і використовують спеціальне програмне забезпення Apple, GoogleARKit або ARCore.
Створена на тому ж ігровому движку, що й Minecraft: Bedrock Edition. Торфі Олафссон, геймдиректор, зазначає, що гра є «адаптацією», а не «прямим перенесенням» оригінального Minecraft у реальний світ. За словами креативного директора Сакса Перссона, гравці дають розробникам дані про навколишнє середовище, що дозволяє зручніше розміщувати місця активації пригод та покращувати технології Spatial Anchors.
На E3 2015 команда Microsoft HoloLens представила демо-версію Minecraft для цього пристрою з використанням технології доповненої реальності. 8 травня 2019 року на YouTube-каналі Microsoft з'явився тизер-трейлер гри, де фігурував перший ексклюзивний моб — замурзана свиня. Офіційний анонс з назвою Minecraft Earth відбувся 17 травня того ж року, на 10-річну річницю виходу першої версії Minecraft. Ігровий процес мультиплеєру продемонстрували на Apple Worldwide Developers Conference 2019 у червні. Згодом розпочався процес подання заявок гравців на бета-тестування, що пройшло в середині 2019 року.

## Реліз
Закрите бета-тестування розпочалося 16 липня 2019 року в Сіетлі й Лондоні, а через два дні також в Стокгольмі, Токіо і Мехіко. Користувачі Android у цих містах отримали доступ до закритої бета-версії 30 серпня 2019 року.
Вперше Minecraft Earth була випущена в ранньому доступі в Ісландії та Новій Зеландії 17 жовтня 2019 року, а впродовж наступних тижнів він поширився іншими країнами, включаючи й Україну. До 11 грудня 2019 року гра стала доступна в усьому світі, крім територій Китаю, Куби, Ірану, М'янми, Судану, Іраку та ОАЕ.
5 січня 2021 року Mojang повідомила про припинення підтримки відеогри з 30 червня того ж року: «Minecraft Earth зосереджувалася на вільному пересуванні та спільній грі — двох речах, які стали майже неможливими у поточній світовій ситуації...».  

## Сприйняття
Новозеландське видання Newshub назвало Minecraft Earth «надзвичайно амбіційним». Дослідницька фірма Sensor Tower повідомила, що гру завантажили 1,4 мільйона разів за перший тиждень випуску, при цьому 1,2 мільйона — користувачі із США.

### Номінації й нагороди
Гра отримала номінацію в категорії «Найкраща гра з віртуальною/доповненою реальністю» на Game Critics Awards та виграла Coney Island Dreamland Award у цій же категорії на New York Game Awards. Time Magazine назвав Minecraft Earth одним із Ста найкращих винаходів 2019.